# 스카버러 (토론토)

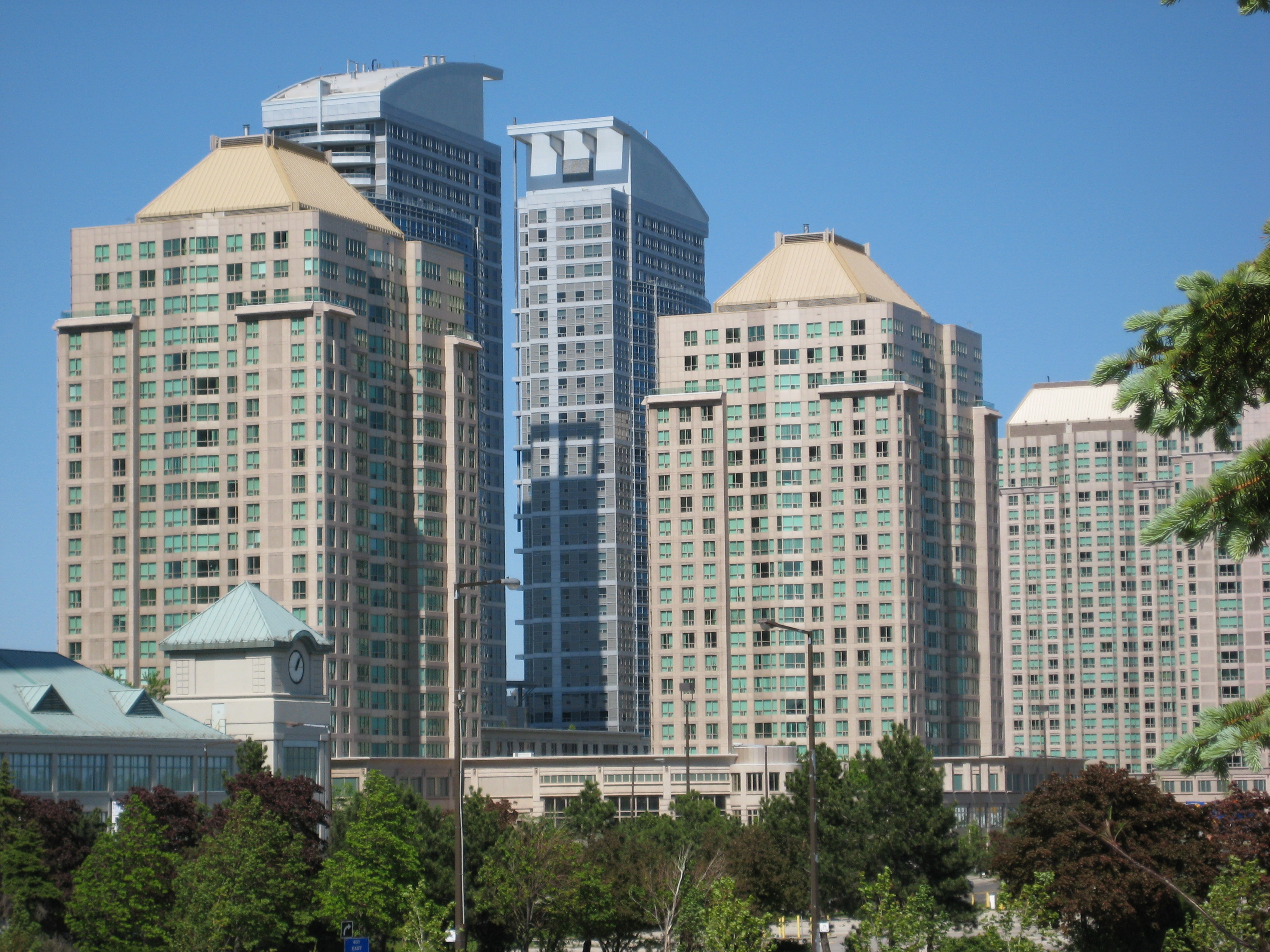
스카버러 시티 센터

스카버러(Scarborough)는 온타리오주 토론토 동부의 한 지역으로, 인구는 602,575명이다.